# Więź społeczna
Więź społeczna – pojęcie socjologiczne określające ogół stosunków społecznych, instytucji i środków kontroli społecznej wiążących jednostki w grupy i kręgi społeczne i zapewniających ich trwanie. Pozwala na odróżnianie grupy społecznej od takich pojęć jak: zbiór społeczny, kategoria społeczna czy skład społeczny.

## Definiowanie więzi społecznej
Zdaniem klasyków socjologii na różnych etapach rozwoju społeczeństw dominują różne rodzaje więzi społecznych. Pojęcie więzi społecznej rozwinęło się jednak przede wszystkim w ramach polskiej socjologii (pojęcie to nie ma np. swojego odpowiednika w socjologii amerykańskiej). Więzi społecznej i jej ewolucji dużo uwagi poświęcali m.in. Ludwik Krzywicki i Stanisław Ossowski.
Jan Turowski definiował więź społeczną jako: „fakt uzależnienia się bądź zjednoczenia się członków danego zbioru ludzi wokół określonych wartości czy pełnionych funkcji społecznych”. Ferdinand Tönnies podkreślał różnicę między wspólnotą a stowarzyszeniem (zrzeszeniem). Émile Durkheim rozróżniał solidarność mechaniczną i organiczną.

## Typologie więzi społecznych

### TypologiaPawła Rybickiego
Więź społeczna może mieć charakter:
- naturalny – wspólne pochodzenie, pokrewieństwo,
- stanowiony – narzucony przez społeczeństwo,
- zrzeszeniowy – w wyniku dobrowolnego zrzeszania się ludzi.

### Typologia Jana Turowskiego
Więzi:
- integracyjne – tożsame ze strukturą organizacyjną grupy,
- psychospołeczne – świadomość grupowa jako poczucie łączności i naturalne dążenie do współdziałania,
  - podział na identyfikację realną (rzeczywiste członkostwo) i potencjalną (aspirowanie do członkostwa w grupie),
  - podział na więź dystrybutywną (jako następstwo łączności z członkami grupy) i korelatywną (wynik łączności z celami grupy),
- strukturalne – więź jako wynik istnienia podziału funkcji w społeczności (organizmie społecznym), ogół stosunków istniejących w grupie i wzajemnych regulowań oraz uprawnień. Podstawa tych zależności może być dwojakiego rodzaju: obiektywna – wynikająca ze struktury społeczeństwa oraz subiektywna – wynikająca z indywidualnych zamierzeń jednostki,
- socjologiczne – stosunki społeczne jako podstawa więzi.

### TypologiaJana Szczepańskiego
Szczepański uzupełnia typologię Turowskiego o więzi dwuaspektowe – dające się rzeczowo określić związki między ludźmi, połączenie koncepcji więzi strukturalnej i psychospołecznej: stany świadomości i akty świadomości.

### Inne typologie
Według innych socjologów więzi mogą dzielić się na:
- osobowe i bezosobowe,
- małego, średniego i wielkiego zasięgu (ze względu na  swój społeczny zasięg),
- obiektywne – oparte np. na wspólnych warunkach życia danej zbiorowości czy podobnej sytuacji ekonomicznej i subiektywne, oparte na poczuciu wspólnoty.

## Więzi w grupach celowych
Grupy celowe ze względu na swoją specyfikę, wytworzyły niemieszczący się w powyższych typologiach rodzaj więzi. Istnieje w nich jedynie więź sformalizowana, oparta na strukturze grupy. Wiąże się ona z funkcjonowaniem rozbudowanego systemu instytucji i urządzeń, które pozwalają na współpracę ludzi, którzy zainteresowani są innymi jedynie w aspekcie osiągnięcia celu, dla którego grupa została zawiązana. Brak tu więzi osobistych i emocjonalnych.